# Hogesnelheidslijn Méditerranée

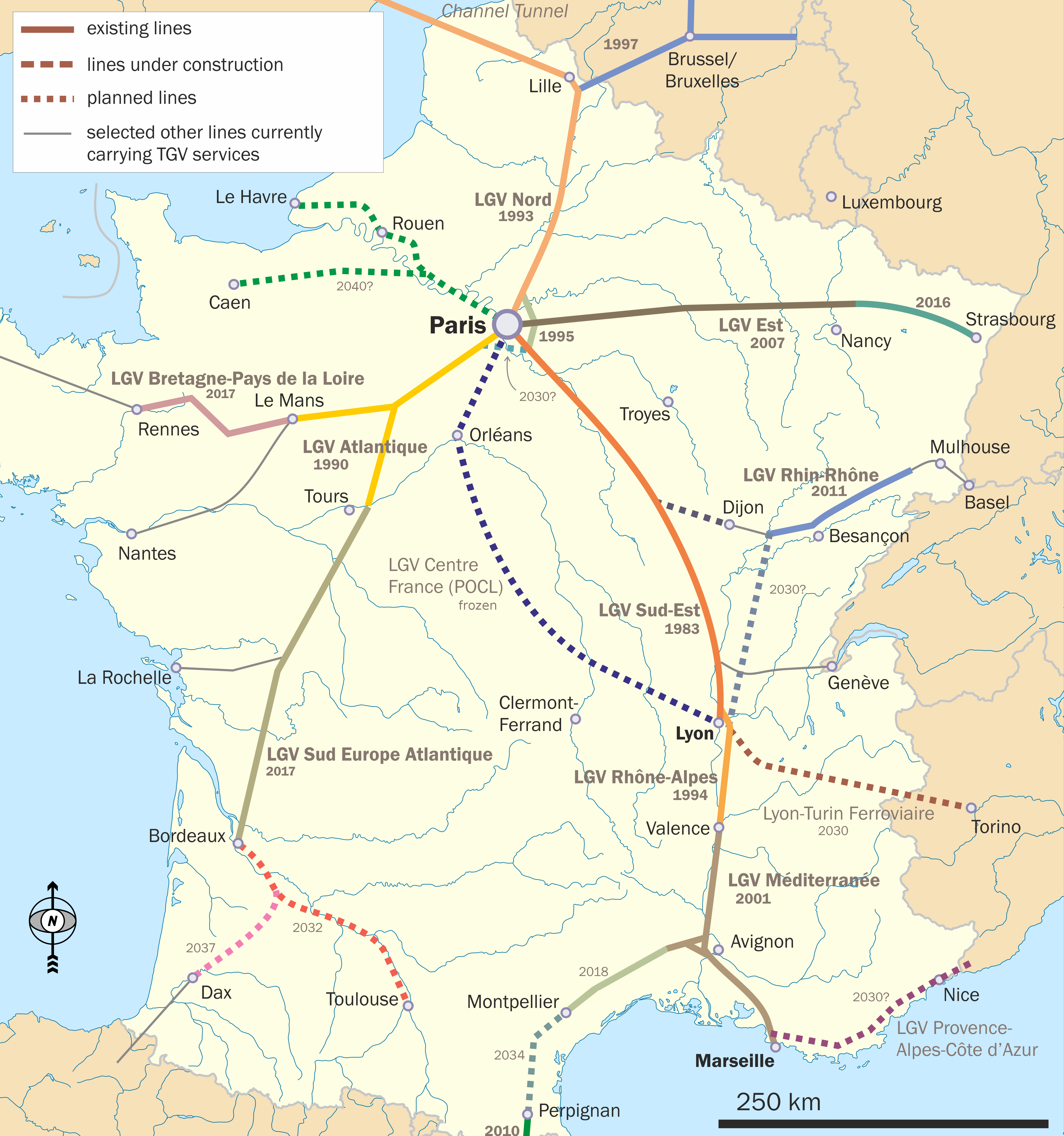
Algemene Franse LGV-netkaart

De LGV Méditerranée (Frans: Ligne à Grande Vitesse, LGV; Nederlands: hogesnelheidslijn) is een 250 kilometer lange Franse hogesnelheidsspoorlijn tussen Saint-Marcel-lès-Valence (Drôme) en Marseille (Bouches-du-Rhône), en heeft ook een verbinding naar Nîmes (Gard), ten westen van de lijn.
Het verbindt de regio's Provence-Alpes-Côte d'Azur en Occitanie met de LGV Sud-Est, naar Lyon en het noorden van Frankrijk. De bouwkosten stegen tot €3,8 miljard; de lijn werd op 10 juni 2001 in dienst genomen na een inhuldiging door president Jacques Chirac. Het begin van de dienst op deze lijn heeft geleid tot een omkering van de respectieve vliegtuig- en treinmarkten: door Marseille bereikbaar te maken in drie uur vanuit Parijs voor een afstand van meer dan 750 kilometer verwerkt de trein nu twee derde van alle reizen op die route.

## Route

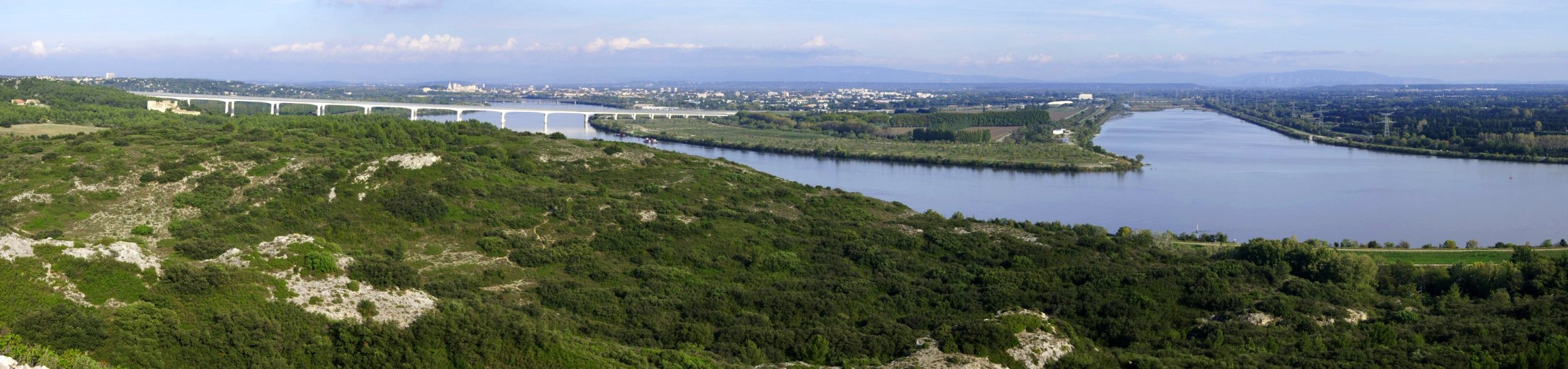
Viaduct over de Rhône ten zuidoosten van Avignon

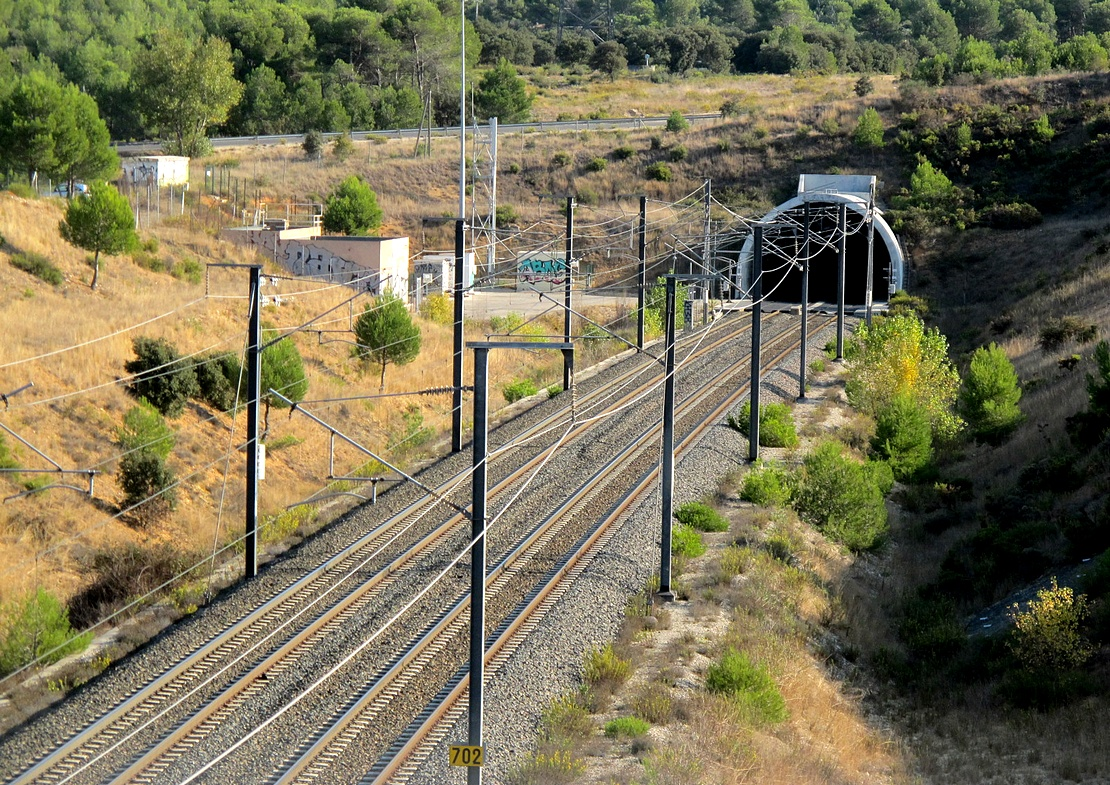
Tunnel in Les Pennes-Mirabeau ten noordwesten van Marseille

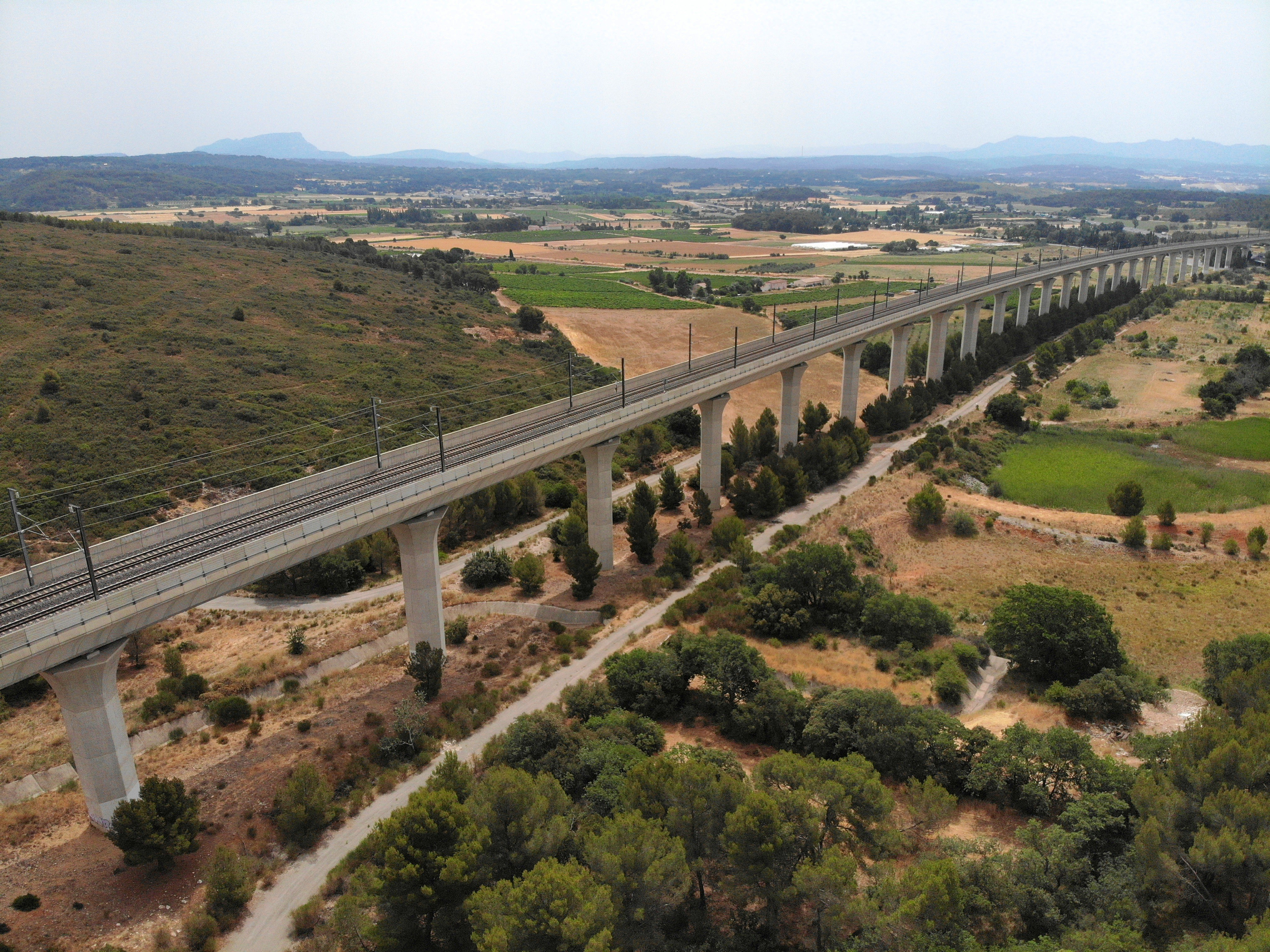
Viaduct in Ventabren

De LGV Méditerranée begint in het zuidoosten bij Saint-Marcel-lès-Valence, als de uitbreiding van de LGV Rhône-Alpes. Het Gare de Valence TGV ligt op het knooppunt met de reguliere lijn Valence-Grenoble en maakt snelle verbindingen mogelijk naar Valence, Romans-sur-Isère en Grenoble. Nabij Crest is een noodverbinding voorzien naar de lijn Briançon-Loriol. De LGV nadert vervolgens de Rhône en sluit zich aan bij de A7-autoroute in Montélimar. Nadat het Canal de Donzère-Mondragon is overgestoken, maakt de lijn verbinding met het reguliere netwerk via een noodverbinding tussen Pierrelatte en Lapalud.
De lijn kruist drie keer de Rhône (twee keer in Mornas, eenmaal ten noorden van Roquemaure), hierna gaat de LGV verder naar Les Angles, waar een driehoek toegang geeft tot het zuidwesten en zuidoosten. De zuidwestelijke tak wordt algemeen beschouwd als het begin van de LGV Languedoc-Roussillon. De zuidoosttak steekt opnieuw de Rhône over via twee parallelle viaducten en bedient het station Avignon-TGV en volgt vervolgens de Durance die hij kruist bij Orgon. Nabij Ventabren gaat de lijn over een 1,7 km lang viaduct en overbrugt de A8-autoroute, de D10 en het Canal de Provence.
De lijn duikt vervolgens naar het zuiden, om het station Aix-en-Provence-TGV te bedienen. Ten slotte duikt de lijn een 7,8 km lange tunnel in, de Tunnel de Marseille, de langste spoortunnel binnen Frankrijk, om zich zo aan te sluiten bij de reguliere lijn nabij de ingang van het station Saint-Charles van Marseille.

## Stations
- Gare de Valence TGV in Saint-Marcel-lès-Valence nabij Valence; een uniek station met twee niveaus (onder, TGV's; boven, TER's) die snelle verbindingen naar Valence, Grenoble en Romans-sur-Isère mogelijk maakt;
- Gare d'Avignon TGV ten zuiden van de stad Avignon; de nabijheid van het stadscentrum heeft zijn populariteit verzekerd. Dankzij een verbetering van de omliggende spoorlijnen in 2013 kon het worden bediend door onder andere lokale TER-diensten die verbinding hebben met het centrale station van Avignon;
- Gare d'Aix-en-Provence TGV nabij het Réaltor-reservoir aan de gemeentelijke grens met Cabriès, halverwege tussen de stad Aix-en-Provence en de luchthaven van Marseille; dit station is populairder dan verwacht gebleken en bedient het noorden van de regio Marseille. Het wordt ook aanbevolen door agenten voor schepen in Fos-Lavera-Port de Bouc, in plaats van Marseille. Het station heeft alleen een wegverbinding met Aix-en-Provence en geen treinverbinding zoals bij station Valence TGV.